# Ramón Quiroga
Ramón Quiroga Arancibia (Rosario, 23 de julio de 1950) es un exfutbolista argentino naturalizado peruano. Se desempeñaba en la posición de guardameta.

## Biografía
Ramón Quiroga, conocido como El Loco nació en Rosario, Argentina en 1950. Hijo del arquero argentino de Rosario, Ramón Quiroga y María Angélica Arancibia. Fue panelista de Movistar Deportes y comentarista de los partidos de fútbol y futsal transmitido en esta misma casa televisora.

## Trayectoria
Se inició en el puesto de arquero en Rosario Central de Argentina. En 1971 llegó al Perú para jugar por la Copa Libertadores de América frente a la «U» y Sporting Cristal. 
En 1972 llega al Sporting Cristal por gestiones del Presidente de Cristal Josué Grande y de la Asociación Augusto Moral, quienes se conectaron con los directivos de Rosario Central para que jugara en Perú porque el arquero celeste Luis Rubiños estaría de ausente por seis meses de gira, a fin de ese año consigue su primer título. Jugaría en el cuadro rimense hasta 1975.
Regresó a Argentina en 1976 para jugar por Independiente de Avellaneda, junto con Percy Rojas y Eleazar Soria. 
En los primeros días de 1977 retornó al cuadro rimense, al poco tiempo se naturalizó debido al ofrecimiento de jugar por la selección peruana de fútbol. Se quedó en Cristal hasta enero de 1983, aun disputando el torneo año 1982, logrando dos títulos más en 1979 y 1980.
En febrero de 1983 viaja a Ecuador para jugar por Barcelona de Guayaquil, sólo estuvo 3 meses, en mayo deja el equipo guayaquileño por una lesión. 
En 1984 es operado de los meniscos y en octubre firma por Colegio Nacional de Iquitos.
En 1985 llegó a Universitario de Deportes y salió campeón con la «U» participando en la Copa Libertadores de América 1986, ese año se retiró del fútbol profesional donde su último partido oficial lo jugó el 28 de diciembre de 1986 ante Alianza Lima que en su estadio ganó 5-1 en la fecha 7 del Descentralizado.
Se quedó como preparador de menores de la escuadra merengue en 1987 junto con Juan Carlos Oblitas y luego de cuatro años dirigió al primer equipo. 
En 1990 y 1991 entrenó al Deportivo Municipal, en 1992 al Cienciano del Cuzco, en 1993 al Deportivo Sipesa de Chimbote y a mediados de ese año retornó brevemente a la «U» (lo dirigió durante seis partidos) en el Torneo Intermedio. 
Quiroga luego dirigió al León de Huánuco en 1994 y al Alianza Atlético de Sullana en 1995. En 1996 regresa al Cienciano del Cuzco hasta mediados de 1998.
Con Deportivo Municipal en una segunda etapa en 1998 se salvó de la baja, fue en una jornada frente a Yurimaguas, ante el que revalidó la categoría al ganar 4-1 con triplete de Ronald Baroni, siendo el ‘Loco’ protagonista dentro y fuera de la cancha por sus gritos destemplados hacia la tribuna en busca de algún dirigente. Estuvo en el cuadro edil hasta 1999.
En 2000 volvió a afrontar una dramática definición, esta vez con el Aviación FAP, campeón de la Segunda División, que no pudo superar a Deportivo UPAO y cayó 3-1. En 2001 dirigiendo al Unión Minas perdió la categoría. En el 2002 dirigió al Sport Coopsol.
En el 2003 dirigió a Universitario de Deportes. Su último partido como técnico en Primera fue el 28 de septiembre de 2003 donde Universitario de Deportes en Arequipa perdió 4-1 ante Melgar.
Luego se dedicó a ser comentarista en un canal deportivo de la televisión peruana.

## Selección nacional
Fue internacional con la selección de fútbol del Perú en 40 ocasiones. Debutó el 9 de febrero de 1977, en un encuentro amistoso ante la selección de Hungría que finalizó con marcador de 3-2 a favor de los peruanos. Su último encuentro con la selección lo disputó el 3 de noviembre de 1985 en la derrota por 1-0 ante Chile.
Hizo grandes atajadas en la primera fase del Mundial de 1978, tapando un penal a Escocia y Perú terminó primero de su grupo. Es recordado principalmente por el partido en que Perú perdió 6:0 ante Argentina, su país de nacimiento, siendo eliminados en la segunda fase del mundial argentino. Participó en dos mundiales de fútbol, en el Mundial de 1978 en Argentina y en el Mundial de 1982 en España.

### Participaciones en Copas del Mundo
| Mundial                        | Sede      | Resultado        | Partidos |
| ------------------------------ | --------- | ---------------- | -------- |
| Copa Mundial de Fútbol de 1978 | Argentina | Cuartos de final | 6        |
| Copa Mundial de Fútbol de 1982 | España    | Primera fase     | 3        |

## Clubes

### Como futbolista
| Club                        | País      | Año       |
| --------------------------- | --------- | --------- |
| Rosario Central             | Argentina | 1968-1971 |
| Sporting Cristal            | Perú      | 1972-1975 |
| Independiente               | Argentina | 1976      |
| Sporting Cristal            | Perú      | 1977-1982 |
| Barcelona                   | Ecuador   | 1983      |
| Colegio Nacional de Iquitos | Perú      | 1984      |
| Universitario               | Perú      | 1985-1986 |

### Como entrenador
| Club                 | País  | Año       | PD          | PG          | PE          | PP          | Efectividad |
| -------------------- | ----- | --------- | ----------- | ----------- | ----------- | ----------- | ----------- |
| Deportivo Municipal  | Perú  | 1990-1991 | 33          | 12          | 11          | 9           | 26.85 %     |
| Cienciano            | Perú  | 1992      | 35          | 13          | 9           | 13          | 26.85 %     |
| Deportivo Sipesa     | Perú  | 1993      | 5           | 1           | 2           | 2           | 26.85 %     |
| Universitario        | Perú  | 1993      | 16          | 9           | 3           | 4           | 26.85 %     |
| León de Huánuco      | Perú  | 1994      | 33          | 18          | 4           | 11          | 26.85 %     |
| Alianza Atlético     | Perú  | 1995      | 12          | 3           | 4           | 5           | 26.85 %     |
| Club Deportivo Marsa | Perú  | 1995      | Desconocido | Desconocido | Desconocido | Desconocido | Desconocido |
| Cienciano            | Perú  | 1996-1998 | 86          | 33          | 24          | 30          | 26.85 %     |
| Deportivo Municipal  | Perú  | 1998-1999 | 43          | 8           | 10          | 25          | 26.85 %     |
| Deportivo Aviación   | Perú  | 2000      | 24          | 15          | 7           | 2           | 26.85 %     |
| Unión Minas          | Perú  | 2001      | 22          | 5           | 5           | 12          | 26.85 %     |
| Sport Coopsol        | Perú  | 2002      | Desconocido | Desconocido | Desconocido | Desconocido | Desconocido |
| Universitario        | Perú  | 2003      | 15          | 5           | 3           | 7           | 26.85 %     |
| Total                | Total | Total     | 324         | 122         | 82          | 120         | 46.09 %     |

## Palmarés

### Como futbolista

#### Campeonatos nacionales
| Título                    | Club             | País      | Año    |
| ------------------------- | ---------------- | --------- | ------ |
| Primera División          | Rosario Central  | Argentina | N-1971 |
| Primera División del Perú | Sporting Cristal | Perú      | 1972   |
| Primera División del Perú | Sporting Cristal | Perú      | 1979   |
| Primera División del Perú | Sporting Cristal | Perú      | 1980   |
| Primera División del Perú | Universitario    | Perú      | 1985   |

#### Campeonatos internacionales
| Título              | Club          | País      | Año  |
| ------------------- | ------------- | --------- | ---- |
| Copa Interamericana | Independiente | Argentina | 1976 |

### Como entrenador

#### Campeonatos nacionales
| Título                    | Club               | País | Año  |
| ------------------------- | ------------------ | ---- | ---- |
| Segunda División del Perú | Deportivo Aviación | Perú | 2000 |